# Кајак и кану на Летњим олимпијским играма 1952 — Ц-2 10.000 метара за мушкарце
Такмичење у кануу двоклеку (Ц-2) 10.000 м  на Летњим олимпијским играма 1952. одржано је 27. јула, на стази у заливу Тајвал у Хелсинкију.
Титулу освојену у 1948. у Лондону нису бранили Стивен Лајсак и Стивен Макновски из САД
На такмичењу је учествовало 18 кануиста из 9 земаља који су веслали само финалну трку.

## Освајачи медаља
|                                     |                                |                                       |
| Жорж Тирлије · Жан Лоде · Француска | Кенет Лејн Доналд Хогуд Канада | Егон Древс · Вилфред Золтау · Немачка |

## Резултати

### Финале
| Пласман | Кануиста                                | Земља           | Резултат |
| ------- | --------------------------------------- | --------------- | -------- |
|         | Жорж Тирлије Жан Лоде                   | Француска       | 54:08,3  |
|         | Кенет Лејн Доналд Хогуд                 | Канада          | 54:09,9  |
|         | Егон Древс Вилфред Золтау               | Немачка         | 54:28,1  |
| 4.      | Валентин Оришенко Николај Перевозченков | Совјетски Савез | 54:34.6  |
| 5.      | Џон Хас Френк Крик                      | САД             | 54:42,5  |
| 6.      | Бохуслав Карлик Олдрих Ломецки          | Чехословачка    | 55:10,9  |
| 7.      | Ерне Шептеи Роберт Шептеи               | Мађарска        | 55:35,3  |
| 8.      | Руне Блумквист Хари Линдбек             | Шведска         | 55:41.3  |
| 9.      | Јарма Куло Тепо Салмисари               | Финска          | 56:28,2  |

## Биланс медаља у трци Ц-2 10.000 м за мушкарце после 3 такмичења на ЛОИ (1936—1952)
| Мушкарци Ц-2 10.000 м |              |   |   |   |   |
| #                     | Земља        |   |   |   |   |
| 1.                    | Чехословачка | 1 | 1 | 0 | 2 |
| 2.                    | Француска    | 1 | 0 | 1 | 2 |
| 3.                    | САД          | 1 | 0 | 0 | 1 |
| 4.                    | Канада       | 0 | 2 | 0 | 2 |
| 5.                    | Аустрија     | 0 | 0 | 1 | 1 |
| 5.                    | Немачка      | 0 | 0 | 1 | 1 |
|                       | Укупно (6)   | 3 | 3 | 3 | 9 |

| Мушкарци Ц-2 10.000 м |          |       |  |  |  |  |
| #                     | Кануиста | Земља |  |  |  |  |
| Нико нема две медаље  |          |       |  |  |  |  |